# نوئوا خرونا
نوئوا خرونا (به اسپانیایی: Nueva Gerona) یک شهر در کوبا است که در ایسلا د لا خوبنتود واقع شده‌است.

## خصوصیات
نوئوا خرونا ۵۹٬۰۴۹ نفر جمعیت دارد و ۱۷ متر بالاتر از سطح دریا واقع شده‌است.